# Marek Bieńkowski (poeta)
Marek Bieńkowski (ur. 24 listopada 1952 w Gdańsku) – polski poeta.

## Życiorys
Ukończył studia na Wydziale Humanistycznym (historię) na Uniwersytecie Gdańskim Debiutował w 1971 na łamach prasy jako poeta. W 1974 zdobył nagrodę Czerwonej Róży. Od 1977 jest pracownikiem Zakładu Filozofii i Socjologii Medycyny AM (Gdańsk).

## Twórczość (tomiki poezji)
- Powrót z daleka (1975)[1],
- Zagłuszanie (1977)[1],
- Ogród dłoni (1980)[2],
- Trzeci znak (1983)[3].